# Heiligenstadt in Oberfranken
Heiligenstadt in Oberfranken település Németországban, azon belül Bajorországban. Lakosainak száma 3703 fő (2023. december 31.).

## Népesség
A település népessége az elmúlt években az alábbi módon változott:
| Lakosok száma | 3193 | 2342 | 3555 | 3538 | 3574 | 3538 | 3545 | 3518 | 3630 | 3703 |
|               | 1970 | 1975 | 2011 | 2012 | 2014 | 2015 | 2017 | 2019 | 2022 | 2023 |